# Музыкальный строй
Музыка́льный строй — система, задающая соответствие ступеней музыкального звукоряда звукам определённой высоты. Музыкальный строй представляется как совокупность числовых отношений частот основных тонов входящих в него звуков или эквивалентным способом, позволяющим вычислить эти отношения.

## Краткая характеристика
Существует несколько исторически значимых музыкальных строев — пифагоров (другое название — «пифагорейский»), чистый, среднетоновый (другое название — «мезотонический»), равномерно темперированный. На современных музыкальных инструментах с фиксированной высотой звука обычно используется равномерно темперированный строй.
При настройке музыкальных инструментов западноевропейской традиции основное значение имеет результирующее сочетание разновысотных звуков. Например, чистый строй характеризуется «чистым» (то есть без биений) звучанием «белоклавишных» квинт; при этом другие квинты (между «чёрными клавишами», либо «сочетание белой и чёрной клавиш») звучат уже не так чисто, а некоторые — откровенно фальшиво, со значительными биениями (так называемые волчьи квинты). Если при настройке инструмента немного изменить высоту того или иного звука, можно добиться улучшения «акустического» качества интервалов и аккордов, которые, не будучи идеально чистыми, тем не менее звучат приемлемо для слуха (как, например, на равномерно темперированном фортепиано).
Изучением музыкальных строев традиционно (начиная с греческой античности) занималась теория музыки, с Нового времени и до наших дней — музыкальная акустика. Крупнейшими западными учёными, выпустившими монографии / большие обзорные статьи, посвящённые истории строев, были Мюррей Барбур, Марк Линдли, Рудольф Раш. Многие учебники гармонии (а также учебники по элементарной теории музыки) включают очерки, посвящённые музыкальным строям. Фундаментальных работ, специально посвящённых истории и теории музыкальных строев, на русском языке нет (2021).

## Другие значения
Термин «музыкальный строй» также может означать:
- Абсолютный высотный строй, то есть задание (наряду с относительными интервальными отношениями) эталонной частоты звучания, например, принятого в академической музыке стандарта a1=440 Hz; подробней см. «Камертон».
- Характеристику транспонирующих инструментов, указывающую на отличие их реального звучания от нотированного (труба in B, кларнет in A); подробней см. Транспозиция.
- Фиксированный или (противоположный ему) «свободный» способ настройки музыкальных инструментов; инструменты с закреплённой (например, с помощью ладков как у гитары, или труб различной длины как у органа) высотой звука называют инструментами «с фиксированным строем». Инструмент, на котором можно извлекать непрерывный диапазон высот (как на тромбоне), иногда называют инструментом «с нефиксированным строем».
- Способ настройки струн щипковых и смычковых инструментов. Примеры строев:
  - терцовый — балалайка CEG (в народном строе).
  - квартово-унисонный — балалайка EEA (в академическом строе).
  - кварто-терцовый — классическая гитара EADGHE (терция GH).
  - квартовый — домра EAD, контрабас EADG, бас-гитара EADG.
  - квинтовый — скрипка GDAE, альт CGDA, виолончель CGDA, четырёхструнная домра GDAE, мандолина GDAE.
- Основную тональность и лад, то есть звукоряд, на который конструктивно рассчитан инструмент[источник не указан 1406 дней]. Примеры: свирель ре мажор, гармонь до мажор.

В России XIX — начала XX веков под строем также понимали музыкальный лад (то же, что нем. Tonart), с коннотацией мажорной или минорной «настройки» диатонического октавного звукоряда («мажорные строи», «минорные строи», «строи с бемолями», «строи одного наклонения» и т. п.). Это словоупотребление ныне устарело (2021).